# Поношевац
Поношевац (алб. Ponoshec) је насељено место у општини Ђаковица, на Косову и Метохији. Према попису становништва из 2011. у насељу је живело 585 становника.

## Положај
Село се налази у долини Рибника, западно од Ђаковице. Атар насеља се налази на територији катастарске општине Поношевац површине 1029 ha.

## Историја
Насеље се први пут помиње као метох манастира Дечана, у повељи српске кнегиње Милице из 1389. године. По турском попису из 1485. године, у Поношевцу је било 17 српских домова и један муслимански.
Априла 1941. године албански фашисти су у дворишту сеоске школе стрељали 22 Црногорца. Све српске и црногорске куће су спалили и разорили, а живаљ протерали. Том приликом је спаљена и разорена и нова српска црква, подигнута само неколико година раније. Данас у селу нема Срба.

## Становништво
Према попису из 2011. године, Поношевац има следећи етнички састав становништва:
| Националност | 2011.        |
| Албанци      | 585 (100,0%) |
| Укупно       | 585          |

| Демографија | Демографија | Демографија |
| Година      | Становника  | Становника  |
| ----------- | ----------- | ----------- |
| 1948.       | 386         |             |
| 1953.       | 433         |             |
| 1961.       | 512         |             |
| 1971.       | 575         |             |
| 1981.       | 710         |             |
| 1991.       | 764         |             |
| 2011.       | 585         |             |